# Den Uyl-lezing

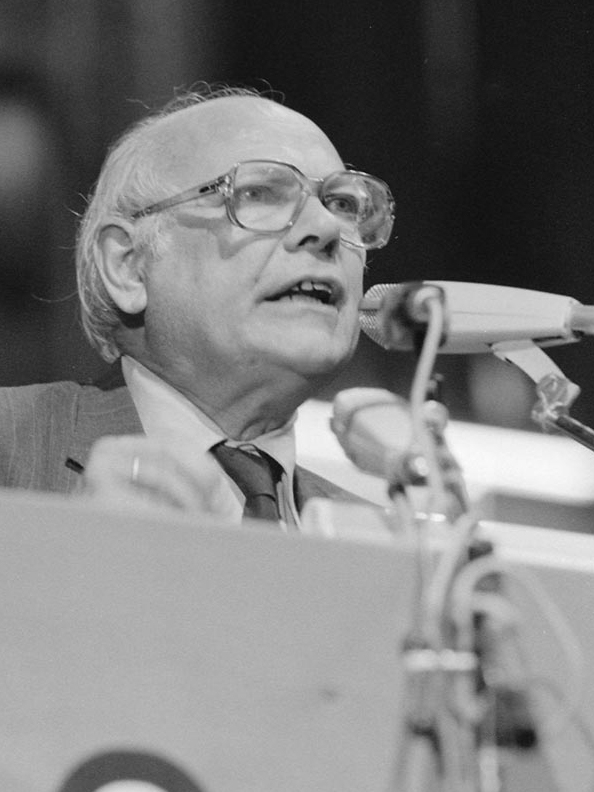
Joop den Uyl.

De Den Uyl-lezing vindt jaarlijks plaats ter nagedachtenis aan de in 1987 overleden politicus Joop den Uyl.
De eerste lezing vond plaats in 1988. In 2009, 2013, 2021 en 2014 waren er geen Den Uyl-lezingen.

## Sprekers
- 1988 - Soedjatmoko
- 1989 - Abram de Swaan
- 1990 - Klaus von Dohnanyi
- 1991 - Trudy van Asperen
- 1992 - Michel Rocard
- 1993 - Anil Ramdas
- 1994 - Breyten Breytenbach
- 1995 - Wim Kok
- 1996 - Zsuzsa Ferge
- 1997 - Felix Rottenberg
- 1998 - Willem Witteveen
- 1999 - Frank Vandenbroucke
- 2000 - Hans Wijers
- 2001 - Gerhard Schröder
- 2002 - Ed van Thijn
- 2004 - Peter Mandelson
- 2005 - Avishai Margalit
- 2006 - Margo Trappenburg
- 2007 - Jan Pronk
- 2008 - Willem Buiter
- 2010 - Wouter Bos
- 2011 - Mark Elchardus
- 2012 - Paul Kalma
- 2013 - Pierre Rosanvallon (geannuleerd)
- 2015 - Monika Sie Dhian Ho
- 2016 - Cornell William Brooks
- 2017 - Jesse Frederik
- 2018 -  José van Dijck
- 2019 - Frans Timmermans
- 2020 - Lodewijk Asscher
- 2022 - Cody Hochstenbach
- 2024 - Sarah de Lange, Sandra Phlippen & Josse de Voogd